# Pembengis
Pembengis is een bestuurslaag in het regentschap Tanjung Jabung Barat van de provincie Jambi, Indonesië. Pembengis telt 2776 inwoners (volkstelling 2010).